# Claude Pacot
Pour les articles homonymes, voir Pacot.
Claude Pacot est un architecte français, actif à Toulouse, qui vécut dans la première moitié du XVIIe siècle.

## Biographie
Claude Pacot est proche des principaux architectes toulousains de la première moitié du XVIIe siècle, parmi lesquels Pierre Monge et Pierre Levesville, qui est le parrain de sa fille aînée. Il est l'auteur de plusieurs hôtels particuliers de Toulouse. Il répare les façades de la place Nationale à Montauban après l'incendie de 1646, en s'appuyant sur les projets de l'architecte Pierre Levesville. Il est chargé par les capitouls de réaliser avec le sculpteur Pierre Affre la statue de Clémence Isaure. Il possède une maison qu'il achete en 1632, peu après son mariage, dans la rue des Bœufs (actuelle rue Paul-Vidal), près de la place Saint-Georges.

## Œuvres

### Architecture
- 1625 : hôtel de Lamothe (no 9 rue Saint-Rémésy, Toulouse) ;
- 1626 : hôtel Pierre Comère (no 3 rue Saint-Rome, Toulouse) ;
- 1627 et 1648-1649 : couvent des religieuses de Malte (quartier Saint-Cyprien, Toulouse) ;
- 1636 : hôtel de Grégoire Olivier (rue Neuve-du-Palais, Toulouse) démoli ;
- 1639 : hôtel de Jean-Georges de Garaud-Duranti (no 3 rue du Lieutenant-Colonel-Pélissier, Toulouse) ;
- 1643 : maison de Médard Poisson (rue des Filatiers, Toulouse) ;
- 1649 : reconstruction des façades de la place Nationale (Montauban).

### Sculpture
- 1627 : statue de Clémence Isaure pour la salle du Grand Consistoire du Capitole.